# Rewizja osobista (film 1973)
Rewizja osobista – polski film dramatyczny z 1972 roku w reżyserii Andrzeja Kostenki i Witolda Leszczyńskiego. Zdjęcia kręcono w Jeżowie Sudeckim koło Jeleniej Góry.

## Opis fabuły
Początek lat 70. Do przejścia granicznego na południu Polski podjeżdża fiat wyładowany po brzegi rozmaitymi zachodnimi towarami. Pasażerowie auta to Barbara (Wiesława Mazurkiewicz), jej czternastoletni syn Piotr (Krzysztof Wowczuk) i niewiele od niego starsza kuzynka Krystyna (Katarzyna Kaczmarek). Barbarze zależy na przewiezieniu swoich drogich zakupów do kraju, co nie jest proste.

## Obsada
- Wiesława Mazurkiewicz – jako pani Basia
- Zdzisław Maklakiewicz – jako Roman, szef komory celnej
- Katarzyna Kaczmarek – jako Krystyna, kuzynka pani Basi
- Zygmunt Hübner – jako Jerzy, mąż pani Basi
- Krzysztof Wowczuk – jako Piotr, syn pani Basi
- Edward Stachura – jako turysta wracający do kraju; nie występuje w czołówce

i inni